# Carlos García y Bocanegra
Carlos Gracía y Bocanegra (Cuetzalan, Puebla; 3 de enero de 1788-Ciudad de México, 28 de junio de 1838) fue un jurista y político mexicano.

## Biografía
Nació en Cuetzalan (distrito de Zacapoaxtla, Puebla), en 1788. Estudió leyes en el Colegio Carolino de la ciudad de Puebla de los Ángeles. 
Fue jefe político de la Provincia de Puebla durante el Primer Imperio Mexicano. Posteriormente a la independencia de México fue elegido diputado al Congreso mexicano. Ocupó la gubernatura interina del estado de Puebla tras la promulgación de la Constitución de 1824, que instituyó el régimen federal en la República Mexicana. 
Posteriormente, fue llamado a ocupar la Secretaría de Relaciones Exteriores durante el primer gobierno de Valentín Gómez Farías, cargo en el que perrmaneció durante pocos meses que comprendieron la alternancia de Gómez Farías y Antonio López de Santa Anna en la presidencia mexicana en 1833. Durante su gestión en Relaciones Exteriores, México signó tratados de amistad con Chile y Perú.